# Bezirk Sereth
Bezirkul Sereth (în română Siret, în ruteană Seret) a fost un bezirk (bițârc-în graiul bucovinean) în Ducatul Bucovinei. Acesta cuprindea părți din estul Bucovinei. Reședința bezirkului era orașul Siret (Sereth). După Primul Război Mondial a devenit parte a României, iar în prezent este împărțit între România și Ucraina.

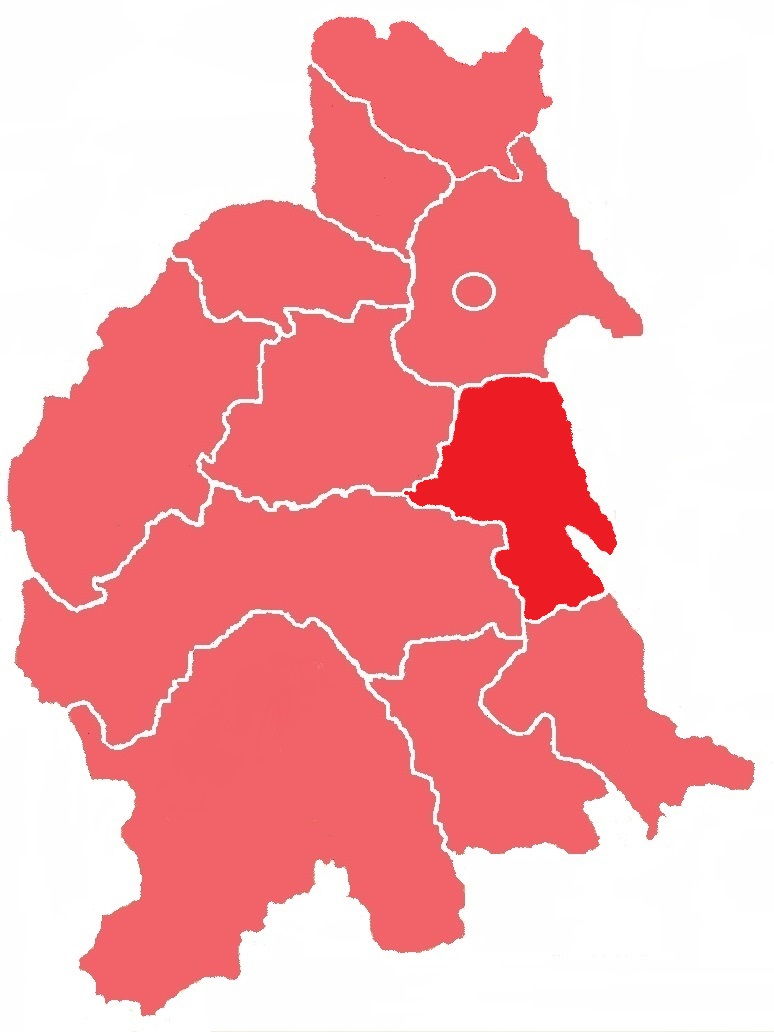
Bezirkul Sereth (1910)

## Istoric
Districtele politice moderne ale Monarhiei Habsbugice au fost create în jurul anului 1868 ca urmare a separării districtelor politice de cele judiciare. Bezirkul Siret a fost creat în 1868 din districtul judiciar Siret (Gerichtsbezirk Sereth).
În bezirkul Siret trăiau în anul 1869 46.929 de persoane, iar în 1900 numărul de locuitori a crescut la 60.743. Populația era formată în anul 1900 din: 26.155 vorbitori nativi de limba ruteană (43,06 %), 16.171 vorbitori nativi de limba română (26,62 %), 10.012 vorbitori nativi de limba germană (16,48 %) și 8.161 vorbitori nativi de alte limbi (13,44 %). Suprafața bezirkului era în anul 1900 de 518,80 km² și cuprindea un district judiciar cu 39 de comune și 24 Gutsgebieten (comunități private fără un consiliu local, gestionate de proprietarii acestora).
| Anul | Locuitori | Vorbitori nativi de germană | Vorbitori nativi de ruteană | Vorbitori nativi de română | Vorbitori nativi de alte limbi |
| ---- | --------- | --------------------------- | --------------------------- | -------------------------- | ------------------------------ |
| 1869 | 46.929    |                             |                             |                            |                                |
| 1880 | 49.804    | 8.296                       | 18.827                      | 11.804                     | 7.646                          |
| 1890 | 54.124    | 9.101                       | 22.849                      | 14.608                     | 7.414                          |
| 1900 | 60.743    | 10.012                      | 26.155                      | 16.171                     | 8.161                          |
| 1910 | 65.604    | 9.956                       | 26.809                      | 19.199                     | 9.640                          |

## Localități
În anul 1910 bezirkul Siret era format din districtul judiciar Siret.
Gerichtsbezirk Sereth:
- Orașul Siret (Sereth în germană, Seret în ruteană)
- Bahrinești (Bahrinestie)
- Baineț (Baincze)
- Bălcăuți (Balkoutz)
- Băncești (Banczestie)
- Botoșanița Mare (Botuschanitza)
- Cerepcăuți (Czerepkoutz)
- Țibeni (Istensegíts)
- Fântâna Albă (Fontina Alba)
- Gărbăuți (Gerboutz)
- Grănicești (Graniczestie)
- Dornești (Hadikfalva)
- Calafindești (Kalafindestie)
- Cândești-Bucovina (Kindestie)
- Climăuți (Klimoutz)
- Mușenița (Muszenitza)
- Negostina (Negostina)
- Mănăstioara (Sankt Onufry)
- Oprișeni (Oprischeny)
- Rogojești (Rogoschestie)
- Gura Molniței (Molnicza/Gura Molnitza)
- Gropeni (Gropeny)
- Șerbăuți (Scherboutz)
- Sinăuții de Sus (Ober Synoutz)
- Sinăuții de Jos (Unter Synoutz)
- Stârcea (Stircze)
- Slobozia-Berlinți (Slobodzia Berlince)
- Tereblecea (Tereblestie)
- Vășcăuți (Waszkoutz am Sereth)
- Volcineț (Wolczynetz)